# Pe-al nostru steag e scris Unire
Pe-al nostru steag e scris Unire (in italiano: Sul nostro vessillo v'è scritto "Unione") è un canto patriottico romeno, dedicato all'unione dei principati romeni avvenuta nel 1859. Il testo fu scritto da Andrei Bârseanu per poi esser messo in musica da Ciprian Porombescu. La melodia del canto è stata poi utilizzata come base per l'Hymni i Flamurit.

## Storia
Il canto venne scritto nel 1880 da Andrei Bârseanu e messo in musica da Ciprian Porombescu, compositore romeno di origine polacca, per essere usato come inno della società studentesca "România Jună", una delle più importanti organizzazioni di studenti romeni di Vienna.
Nel 1975 Nicolae Ceauşescu decise di sostituire l'inno romeno di quel periodo, Te slăvim, Românie, con "Pe-al nostru steag e scris Unire", cambiandone il titolo (E scris pe tricolor Unire) ed aggiungendo al testo riferimenti al comunismo; tuttavia si abbandonò presto l'idea poiché, nel 1912, la melodia di Porumbescu era stata utilizzata per l'inno dell'Albania e si decise di ripiegare su Trei culori (altra composizione di Porumbescu). 

## Testo

### Testo originale
Testo originale
| Pe-al nostru steag e scris Unire, Unire-n cuget și simțiri Și sub măreața lui umbrire Vom înfrunta orice loviri. Acel ce-n luptă grea se teme El însuși e rătăcitor, Iar noi uniți în orice vreme Vom fi, vom fi învingători Am înarmat a noastră mână Ca să păzim un scump pământ, Dreptatea e a lui stăpână, Iar domn e adevărul sfânt. Și-n cartea veșniciei scrie Că țări și neamuri vor pieri, Dar mândra noastră Românie Etern, etern va înflori. Învingători cu verde laur Noi fruntea nu ne-o-mpodobim Nici scumpele grămezi de aur Drept răsplătire nu dorim. Știind că-n viața trecătoare Eterne fapte-am împlinit Și chinul morții-ngrozitoare Bogat, bogat e răsplătit. |

Traduzione
| Sul nostro vessillo v’è scritto “Unità” Unità in coscienza e sentimenti E sotto la sua grande ombra Affronteremo qualsiasi attacco. Chi nella dura battaglia ha paura È egli stesso perduto Ma noi, uniti in qualsiasi tempo, Saremo sempre vittoriosi. Abbiam preso le armi in mano, per far la guardia ad un paese caro, La giustizia è sua padrona, e il Signore è la santa verità. E sul libro dell’Eternità scrive Che le terre e le nazioni periranno, ma che la nostra orgogliosa Romania eternamente, eternamente fiorirà Vittoriosi col verde alloro Non ci orniamo la fronte Né i cari mucchi d’oro Desideriam come ricompensa Sapendo che nella vita passata Abbiam compiuto azioni eterne Anche il tormento della terribile morte Riccamente è ricompensato |

### Rielaborazione sotto Ceauşescu[3]
Testo originale
| E scris pe tricolor unire Pe roşul steag liberator Prin lupta sub a lor umbrire Spre comunism urcăm în zbor Acel ce-n luptă grea se teme Nu stă între învingători Iar noi, uniţi în orice vreme, Am fost vom fi biruitori |

Traduzione
| Sul tricolore v'è scritto “Unità”, Sul vessillo rosso liberatore. Attraverso la battaglia, sotto la loro ombra, In volo ascendiam verso il comunismo Chi nella dura battaglia ha paura Non sta tra i vittoriosi. Ma noi, uniti in qualsiasi tempo, Siam stati e saremo vincitori. |